# Parochiehuis (Sint-Niklaas)
Het Parochiehuis (ook wel Prochiehuis genoemd) is gebouw aan de oostkant van de Grote Markt van de Oost-Vlaamse stad Sint-Niklaas. Het gebouw heeft verschillende functies gehad.

## Geschiedenis
Op het einde van de 16e eeuw, in 1598, werd er op het midden van de Grote Markt een schepenhuis gebouwd. In 1653 werd echter beslist dat op een deel van het kerkhof een nieuw gebouw zou opgetrokken worden. Deze plannen lopen echter vertraging op waardoor de Cipierage gebouwd werd op het voorziene perceel. Daarom werd er besloten het nieuwe schepenhuis juist naast de Cipierage op te trekken.
Het Parochiehuis werd gebouwd van 1663 tot 1664. De architect was de Gentenaar Pieter Van Beerleere. De bouw werd uitgevoerd door meester-metselaar Jan Laureys, bijgestaan door Lucas Faydherbe. Op 10 mei 1664 opende het gebouw. Het gebouw doorstond de stadsbrand van Sint-Niklaas op 25 mei 1690.
Het gebouw was oorspronkelijk de zetel van de vierschaar van de parochies van Sint-Niklaas en Nieuwkerken. In 1796 kreeg de gemeente het gebouw toegewezen door de Franse overheersers. Vanaf toen werd het gebruikt als stadhuis. In 1844 werd het nieuwe stadhuis opgeleverd, waardoor het gebouw terug vrij kwam te staan. Toen kreeg het de functie van gerechtshof. Onder meer de rechtbank van koophandel, het vredegerecht en de politierechtbank kregen hier hun zetel.
Nadat het vredegerecht al in 1875 uit het gebouw was vertrokken, verdwenen ook de andere rechtbanken in 1971 uit het gebouw. In de volgende vijf jaren was het Parochiehuis een bibliotheek. Anno 2021 is het gebouw in gebruik als kantoorruimte voor de stad Sint-Niklaas, onder meer voor de diensten toerisme, cultuur en sport.

## Ontwerp
Het gebouw is oorspronkelijk in barokstijl gebouwd. Het gebouw heeft echter verschillende aanpassingen en restauraties gekend. In 1776 werd de dubbele trap in arduin, met ornamenten in rococostijl toegevoegd. In 1823 werd de muren wit bepleisterd, de vensterkruisen en -luiken verwijderd, en vervangen door houten ramen, waardoor het een meer classicistisch uiterlijk kreeg. Deze situatie werd rechtgezet van 1905 tot 1909 onder leiding van stadsarchitect August Waterschoot. De twee dakkapellen die toen werden toegevoegd bleven wel staan. Oorspronkelijk stond er in de nis bovenaan de gevel een Sint-Nicolaasbeeld van de hand van Philip Talboom. Dit werd in 1867 vervangen door een beeld van het ontwerp van Jan Frans Van Havermaet, die ook het Mariabeeld op de Onze-Lieve-Vrouw-van-Bijstand-der-Christenenkerk heeft ontworpen. Dit tweede beeld staat er anno 2021 nog altijd.
Van 1980 tot 1981 kreeg het gebouw een nieuwe renovatie.

## Fotogalerij

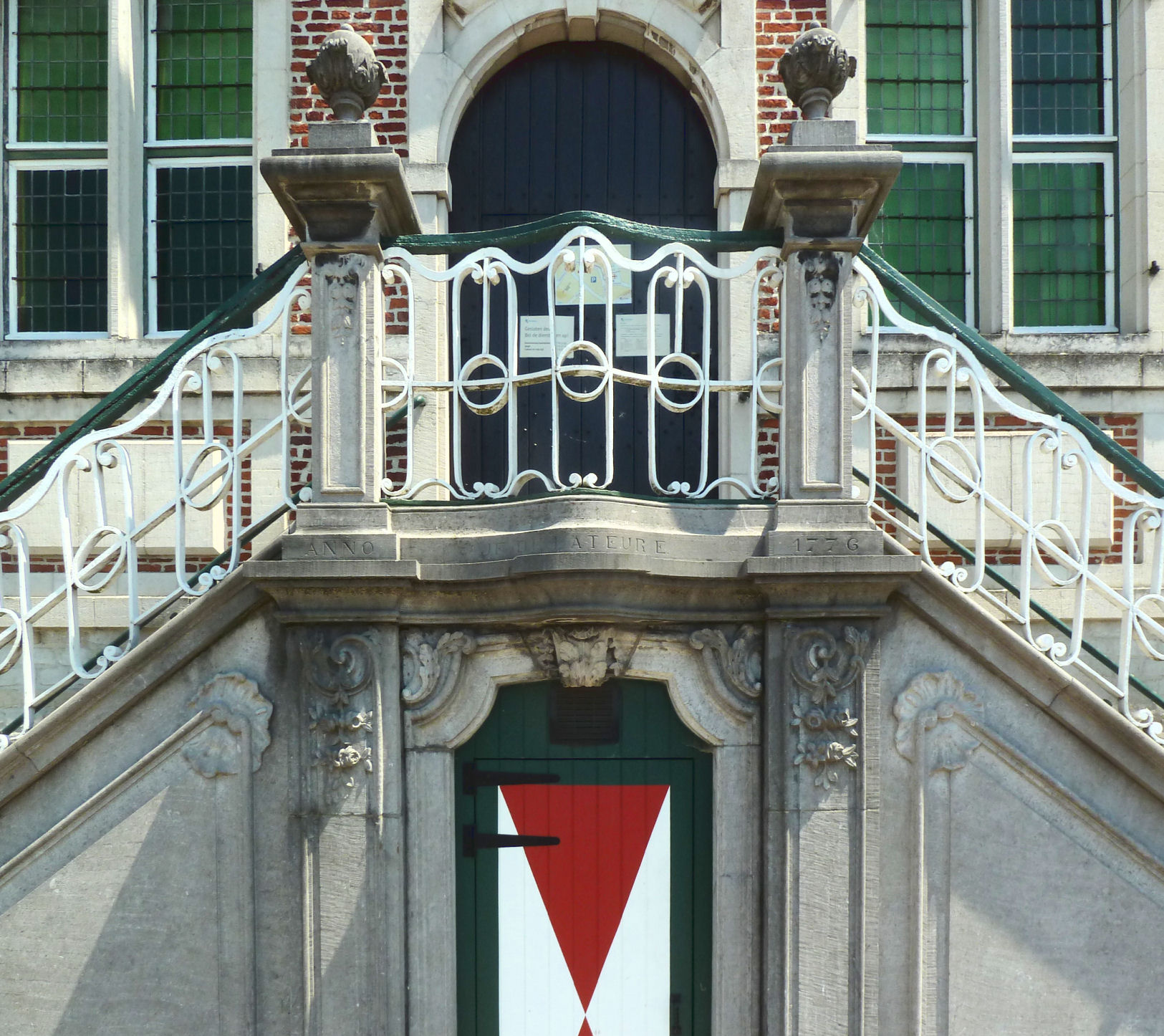
18e-eeuwse ornamenten in Blauwe steen, door Emmanuel de Latteur.
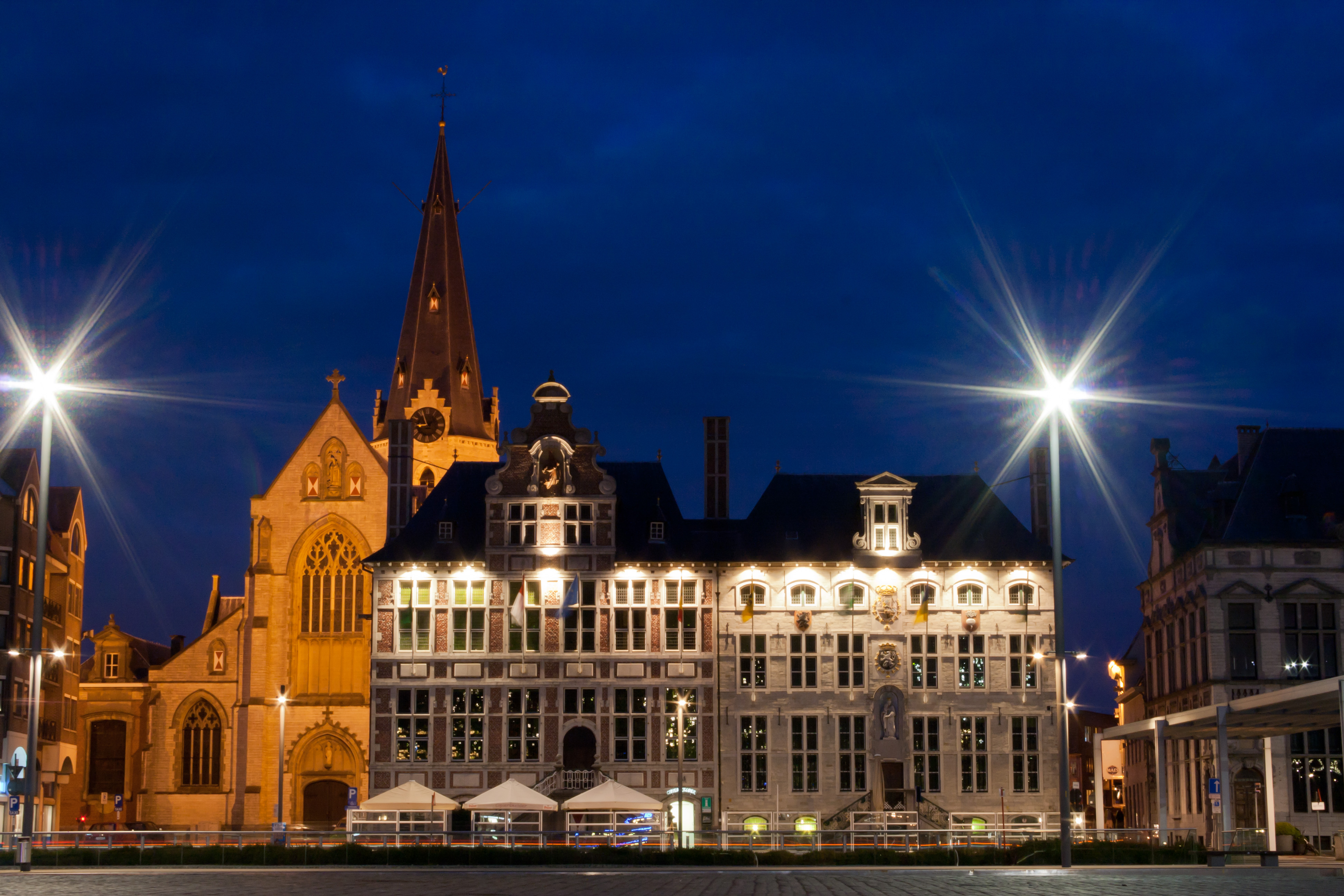
De Sint-Nicolaaskerk (links), Het Parochiehuis (midden), de Cipierage (rechts) en het Postgebouw (uiterst rechts) 's nachts
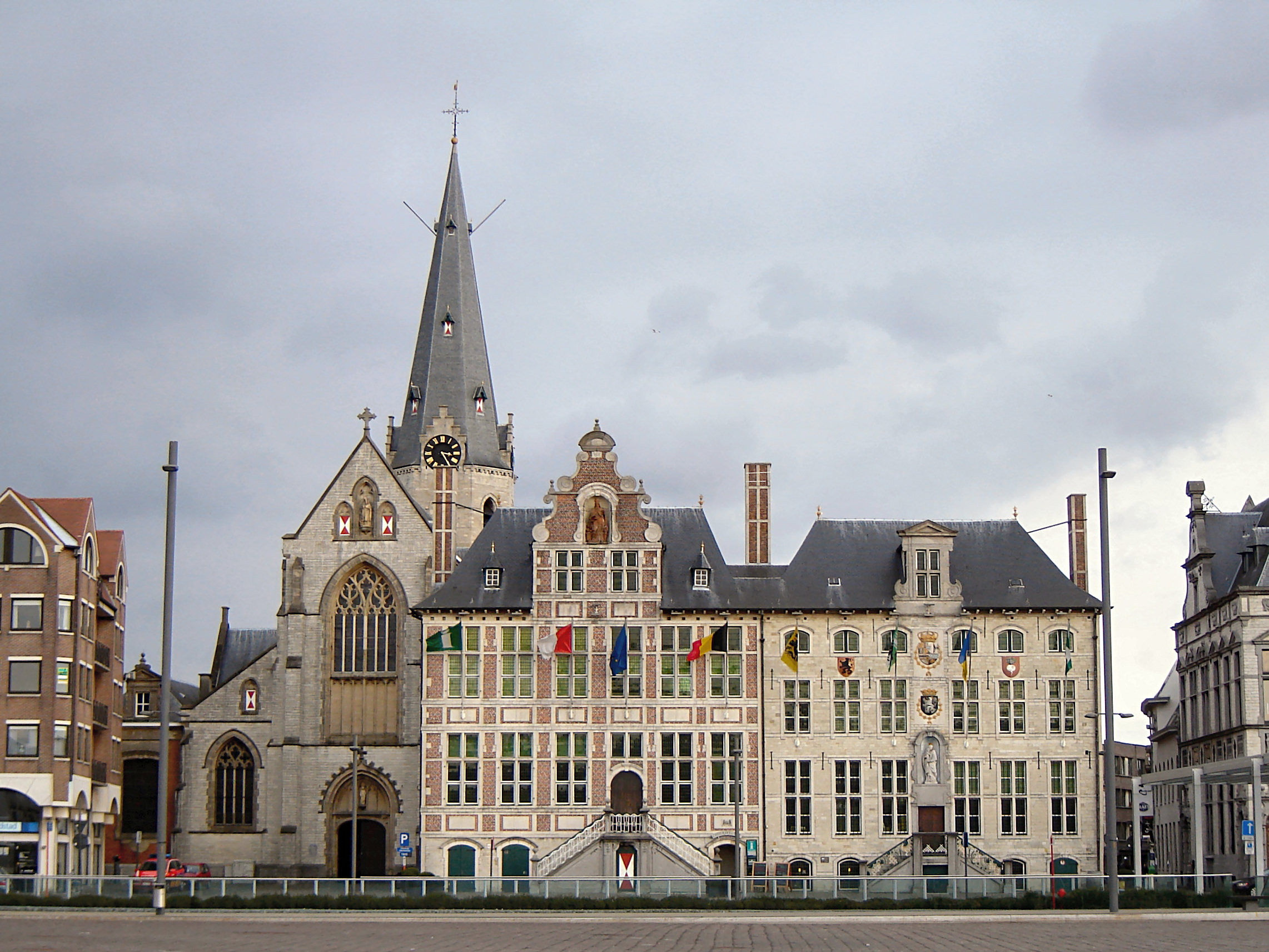
De Sint-Nicolaaskerk (links), Het Parochiehuis (midden), de Cipierage (rechts) en het Postgebouw (uiterst rechts) overdag
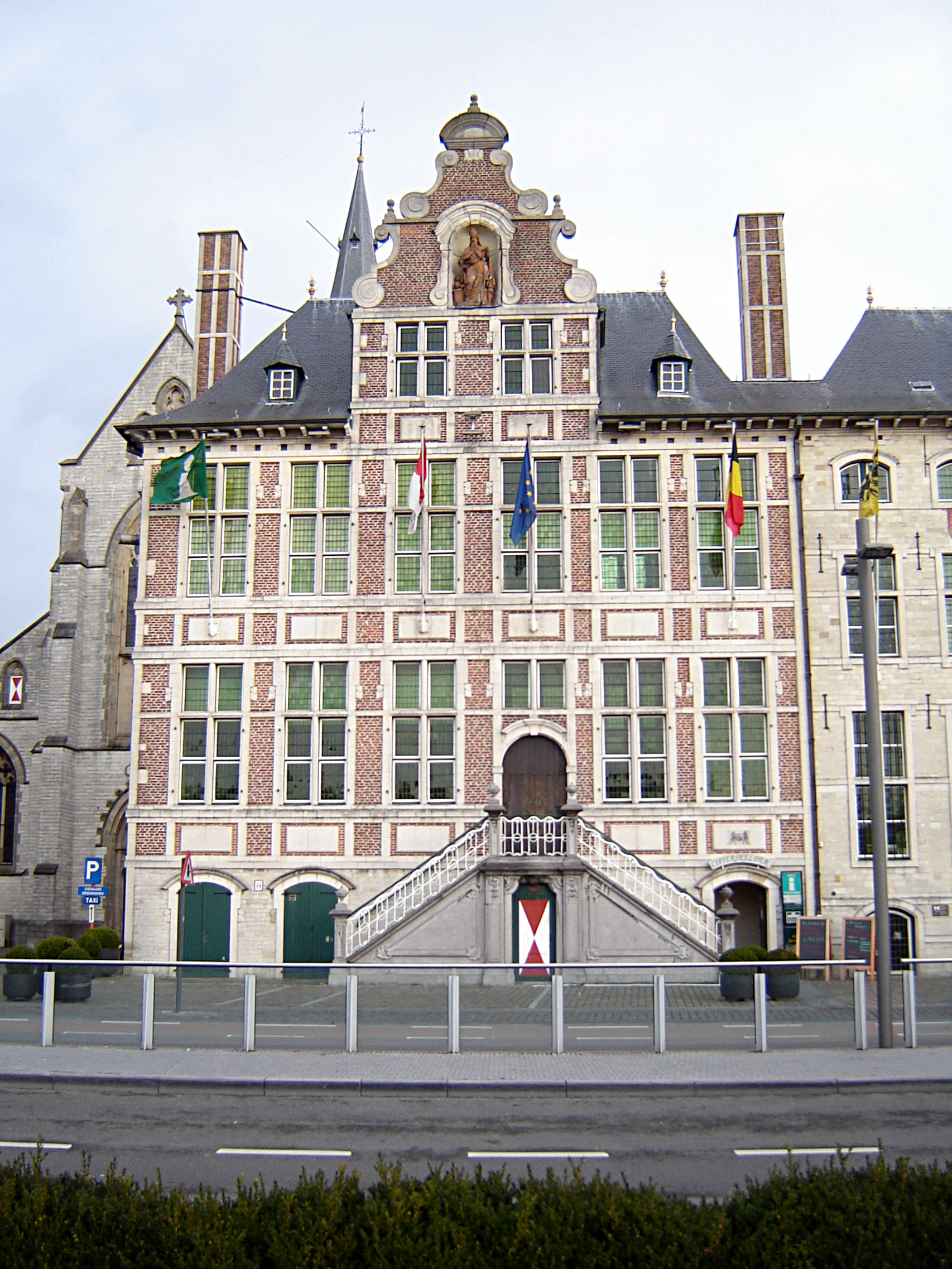
Het Parochiehuis